# Yana Yana
Yana Yana (del aymara yana negro, sucio, del quechua yana negro, la reduplicación indica que hay un grupo o un complejo de algo, puede ser "un complejo de color negro") es una montaña de la cordillera Huanzo en los Andes del Perú de 5,321 metros de altura (17.457 pies). Se ubica en la Región Arequipa, Provincia Condesuyos, Distrito Cayarani, y en la Provincia La Unión, Distrito Puyca. Yana Yana se encuentra al noreste de Janq'u Q'awa y al sureste de Kunturi.